# Bottrop
Bottrop är en gruv- och industristad i västra Tyskland, och är belägen i delstaten Nordrhein-Westfalen. Staden ligger i industriregionen Ruhrområdet och gränsar bland annat till Essen, Oberhausen, Gladbeck och Dorsten. Bottrop har cirka 119 000 invånare. I december 2018 stängdes stenkolsgruvan Prosper-Haniel. Den var då den sista stenkolsgruvan i Tyskland att läggas ned. 

## Kända personer
- Josef Albers
- August Everding
- Theo Jörgensmann